# Magnolia krusei
Magnolia krusei là một loài thực vật có hoa trong họ Magnoliaceae. Loài này được J.Jiménez Ram. & Cruz Durán mô tả khoa học đầu tiên năm 2005.